# Martiny Lajos
Martiny Lajos (Budapest, 1912. június 11. – Budapest, 1985. szeptember 14.) magyar zongoraművész, zeneszerző, karmester.

## Életpályája
Tanulmányait a budapesti Zeneművészeti Főiskolán végezte, ahol zongora szakon Kéri-Szántó Imre, zeneelméletből Molnár Antal voltak a mesterei.  Saját jazz-zenekarával Budapesten és külföldön számos szállodában játszott. 1948–1949 folyamán a Magyar Rádió tánczenekarának alapító tagja és vezetője. Éveken át a Magyar Jégrevü zenei vezetője volt. Főleg ún. szimfonikus dzsessz műveket írt, nagyzenekarra. Saját zenekarával több országban vendégszerepelt, így az NDK-ban, Lengyelországban, Svédországban, Svájcban, a Szovjetunióban és az NSZK-ban.

## Lemezei
1940 és 1982 között számos jazz- és tánczenei lemeze jelent meg Magyarországon. 1987-ben a „It's A Hap-Hap-Happy Day” címen jelent meg nagylemeze az NSZK-ban.

## Művei
- Budapesti-rapszódia (szimfonikus mű, Zerkovitzcal)
- Három kastély (nagy vonószenekarra)
- Nyitány
- Bolero és tarantella
- Szerencsekerék
- Tengerszem
- Sanghaji mozaik (nagy esztrádzenekarra)
- Akvarellek (fúvósötös)
- Vibrafon-keringő

### Slágerei
- Ne félj
- Miért ellenkezel?
- Kékes Balaton